# 알렉시스 빌라
알렉시스 빌라 페르도모(스페인어: Alexis Vila Perdomo, 1971년 3월 12일~)는 쿠바의 전직 레슬링, 종합격투기 선수이다. 1996년 하계 올림픽 자유형 라이트플라이급에서 동메달을 획득했다. 또한 세계 선수권 대회에서 금메달 2개, 은메달 1개를 획득했으며 팬아메리칸 게임에서 금메달 1개를 획득했다.
1997년 쿠바를 떠나 미국으로 망명했으며 레슬링 지도자로 활동했다. 이후 미국에 거주하면서 2007년에 종합격투기 선수가 되어 2016년까지 활동했으며 2018년에 모살죄에 연루되어 2020년에 징역형을 선고받아 복역하고 있다. 